# Englefield Green
Englefield Green is een plaats en civil parish in het bestuurlijke gebied Runnymede, in het Engelse graafschap Surrey met 11.180 inwoners.